# Peromnion magellanicum
Peromnion magellanicum là một loài rêu trong họ Bryaceae. Loài này được Sull. mô tả khoa học đầu tiên năm 1850.